# Strażnica KOP „Chutor Jaśkowickie”
Strażnica KOP „Chutor Jaśkowickie” – zasadnicza jednostka organizacyjna Korpusu Ochrony Pogranicza pełniąca służbę ochronną na granicy polsko-sowieckiej.

## Formowanie i zmiany organizacyjne
W 1925, w składzie 5 Brygady Ochrony Pogranicza, został sformowany 15 batalion graniczny. W skład batalionu wchodziło 12 strażnic. Strażnica KOP „Chutor Jaśkowickie” w latach 1928 – 1934 znajdowała się w strukturze 1 kompanii KOP ”Rachowicze” . W komunikacie dyslokacyjnym z 1938 nie występuje. Strażnica liczyła około 18 żołnierzy i rozmieszczona była przy linii granicznej z zadaniem bezpośredniej ochrony granicy państwowej.
W 1932 obsada strażnicy zakwaterowana była w budynku KOP.

## Służba graniczna
Podstawową jednostką taktyczną Korpusu Ochrony Pogranicza przeznaczoną do pełnienia służby ochronnej był batalion graniczny. Odcinek batalionu dzielił się na pododcinki kompanii, a te z kolei na pododcinki strażnic, które były „zasadniczymi jednostkami pełniącymi służbę ochronną”, w sile półplutonu. Służba ochronna pełniona była systemem zmiennym, polegającym na stałym patrolowaniu strefy nadgranicznej, wystawianiu posterunków alarmowych, obserwacyjnych i kontrolnych stałych, patrolowaniu i organizowaniu zasadzek w miejscach rozpoznanych jako niebezpieczne, kontrolowaniu dokumentów i zatrzymywaniu osób podejrzanych, a także utrzymywaniu ścisłej łączności między oddziałami i władzami administracyjnymi. Strażnice KOP stanowiły pierwszy rzut ugrupowania kordonowego Korpusu Ochrony Pogranicza.
Strażnica KOP „Chutor Jaśkowickie” w 1932 ochraniała pododcinek granicy państwowej szerokości 4 kilometrów 600 metrów od słupa granicznego nr 1033 do 1037.
Sąsiednie strażnice:
- strażnica KOP „Wielki Las” ⇔ strażnica KOP „Jaśkowicze” - 1928[2], 1929[3], 1932[5], 1934[6]
- strażnica KOP „Chutor Rachowicze” ⇔ strażnica KOP „Wielki Las” – 1931[4]